# Побережжя (Борисовський район)
Побережжя (біл. вёска Пабярэжжа) — село в складі Борисовського району Мінської області, Білорусь. Село підпорядковане Гливинській сільській раді, розташоване в північно-східній частині області.